# Lilian Thuram
Ruddy Lilian Thuram-Ulien, känd som Lilian Thuram, född 1 januari 1972 i Pointe-à-Pitre, Guadeloupe, är en fransk före detta professionell fotbollsspelare vars senaste professionella fotbollsklubb var FC Barcelona som han spelade i mellan 2006 och 2008. Efter karriären har han startat Fondation Lilian Thuram-Éducation contre le racisme, en stiftelse som arbetar mot rasism. Lilian Thuram är sedan 2017 hedersdoktor vid Stockholms universitet. Lilian Thurams bok Mina svarta stjärnor, från Lucy till Barack Obama, utkom på Vaktel förlag 2016.

## Klubbkarriär
Thurams fotbollskarriär började i Ligue 1-klubben AS Monaco 1991. 1996 blev han köpt av italienska Parma, och 2001 flyttade Thuram vidare till storklubben Juventus. Han vann Serie A två gånger med Juventus (i praktiken var det fyra gånger, men på grund av inblandningen i Serie A-skandalen 2006 blev klubben fråntagen titlarna 2004/05 och 2005/06) samt vann UEFA-cupen 1998/99 med Parma. 
Den 24 juli 2006 tecknade Thuram ett kontrakt med FC Barcelona. 
30 juni 2008 löpte kontraktet ut, och samma dag offentliggjorde klubben att det inte fanns några planer på att förnya det. 
25 juni 2008 rapporterades det att Thuram skulle teckna ett ettårigt kontrakt med franska förstadivisionsklubben PSG. 
Vid läkarundersökningen två dagar senare upptäcktes dock att fransmannen lider av ett hjärtfel, av liknande typ som det som kostade hans bror livet fem år tidigare. Den 27 juli 2008 kom beskedet att Lilian Thuram tvingas sluta helt med fotbollen på grund av det hjärtfel som upptäcktes i samband med övergången till Paris Saint-Germain.

## Internationell karriär
Thuram blev stor matchhjälte när han i semifinalen mot Kroatien VM 1998 vände ett 1-0 underläge och gjorde Frankrikes två mål, vilka blev hans två första och sista i det franska landslaget.
Efter att ha blivit VM-mästare 1998 var Thuram en väsentlig del av Frankrikes triumf i EM 2000, någonting som ledde till att Frankrike toppade FIFA:s världsranking 2001-2002. Thuram spelade också i VM 2002 och 2006 (där Frankrike tog silver) samt i EM 1996, 2004 och 2008. Han har gjort näst flest landskamper för Frankrike med 142 framträdanden.

## Meriter
Frankrike
- VM i fotboll: 1998, 2002, 2006
  - Världsmästare 1998
  - Finalist 2006
- EM i fotboll: 1996, 2000, 2004, 2008
  - Europamästare 2000
  - Semifinalist 1996
- Confederations Cup: 2003
  - Mästare 2003

Monaco
- Franska cupen: 1991

Parma
- Italienska cupen: 1999
- Italienska supercupen: 1999
- Uefa Europa League: 1999

Juventus
- Italiensk mästare 2002, 2003 (2005 och 2006 års titlar drogs senare tillbaka på grund av Serie A-skandalen 2006)
- Italienska supercupen: 2002, 2003

Barcelona
- Spanska supercupen: 2006

Individuellt
- Världsmästerskapet i fotboll 1998: Utsedd till turneringens tredje bästa spelare
- FIFA 100